# 다강체
다강체(Multiferroics)란 다강성 물질, 즉 서로 다른 강성을 동시에 나타내는 물질을 말한다. 강유전성, 강자성, 강탄성 등의 여러 강성(ferroic)들이 존재하는데, 이중 두 개 이상의 성질을 갖는 물질을 다강체라 일컫는다.

## 발견
다강체라는 말은 1994년 H.Schmid가 처음 사용하였는데, Schmid는 다강체를 두개 이상의 강성(ferroic) 질서를 가지는 물질로 정의하였다. 오늘날 다강체라는 말은 강유전성과 (반)강자성이 공존하는 물질들을 통칭한다.
다강체는 2003년 TbMnO3 와 2004년 TbMn2O5 의 강한 다강성을 갖는 물질들이 발견되고, 이후 CoCr2O4, Ni3V2O8, CuFeO2, MnWO4, (Ba,Sr)2Zn2Fe12O22 등 여러 종류의 다강성 물질들이 발견되며 활발한 연구가 시작되었고, 현재도 많은 관심의 대상인 신소재 물질 중 하나이다.
주로 강유전성과 강자성을 동시에 나타내는 물질 주로 연구되고 있으며, 아직까지 상온에서 이러한 성질을 갖는 물질은 확인되지 않았다.
상온에서 다강체 특성을 나타내는 물질로는 BiFeO3가 있으며, 강유전성과 반강자성의 성질을 나타내고 있다. 다강체가 주목 받는 이유는 다강성이 이전까지 알려지지 않았던 고체 물리 현상이며, 다강체를 이용하여 새로운 자유도를 가진 소자를 만들어내어 다양한 기능을 갖게 하거나 작은 크기에 더 많은 정보를 저장할 수 있게 되었다. 또한 전기적으로 자성을 조정하고 자기장으로 유전 분극을 조정하는 것을 기반으로 한 신개념 비휘발성 메모리 소자 개발에 다가갈 수 있다.
메모리소자에 기록하는 기존 방식이 0과 1이라면 여기에 +와 –를 포함시켜 집적도를 2배로 한 메모리 소자를 만들 수 있을 것으로 예상된다.

## 발현원인
원인규명의 시작은 구조적 극성이 생성되는 온도(~1천560℃)와 전기적 극성이 생성되는 온도(~1천20℃)가 큰 차이를 보인다는 것에서 시작한다.
전기적 극성이 나타나지 않은 상태에서 극성이 나타나면 영향을 미치는 원자의 이동을 분석하고 이 때 전기적 극성이 원자의 대칭·비대칭적 이동의 짝 이룸(coupling)으로 두가지 강성을 동시에 가질수 있게된다
여기서 중요한 차이점은 1천560℃에서 이뤄지는 구조적 극성 발현은 대칭적 원자 이동이 영향을 끼쳐 전기적 극성은 나타나지 않지만 1천20℃의 경우 비대칭적 원자이동과
대칭적 원자이동이 짝을 이뤄 일어나느 상태로 전환돼 전기적 극성이 일어난다.

## 활용
하드디스크와 작은 크기에도 대용량 데이터를 저장할 수 있는 D램의 성질을 모두 갖춘 차세대 비휘발성 메모리로 만들어 낼 수 있다.
특히 다강체 중에서도 비스무스 철 산화물은 상전이 온도가 상온이라는 점에서 응용가능성이 매우 크다